# Калінінський район (Краснодарський край)
Калінінський муніципальний район — муніципальна одиниця в складі Краснодарського краю. Адміністративный центр — станиця Калінінська.

## Географія
Загальна кількість населення — 50370 осіб. Площа району 151 605 га. Розташований в північно-західній частині Краснодарського краю. На сході межує з Тимашевським районом, на півдні — Дінським і Красноармійським районами, на крайньому заході, по річищу Протоки — Слов'янским, на півночі — Приморсько-Ахтарським районами.
Рельєф території району плоский, приурочений до Прикубанської низовині; на сході і північному сході розораний чорноземний степ, лани обмежені лісосмугами, долини степових річок Понура (сточище дельти Кубані) і Гречана балка (сточище Кірпілі); на заході — заболочена дельта Кубані з великим Ангелінським єриком, терен дельти  в межах району, за винятком крайнього північного заходу, зайнято системою рисових чеків; на крайньому північному заході, північніше станиці Гривенської — плавні.

## Історія
- 19 липня 1924 року — утворено Поповичеський район у складі Кубанського округа.
- 11 лютого 1927 року — скасовано, а територія району приєднана до Тимашевського району.
- 31 грудня 1934 року — в результаті розукрупнення Тимашевського району утворено Кагановичеський (сільський) район з центром в станиці Поповичеськой.
- 12 вересня 1957 року— перейменовано Указом Президіуму Верховної Ради РРФСР від 12 вересня 1957 в Калінінський, а станиця Поповичеська — у станицю Калінінську.
- 1 лютого 1963 року — скасовано, а територія увійшла до складу Тимашевського сільського району.
- 5 квітня 1978 року — знов утворено Указом Президіуму Верховної Ради РРФСР від 5 квітня 1978 року N5-92/15 «Об утворенні Прикубанського району в місті Краснодар, Калінінського і Криловського районів в Краснодарському краї» за рахунок частини територій Красноармійського і Тимашевського районів.

## Економіка
Найбільші підприємства району:
- ВАТ «Сыркомбинат „Калининский“»
- ТОВ «Балтимор-Краснодар»
- ТОВ «Комбинат кооперативной промышленности Калининский РПС»
- СПК «Дружба»
- СПК «Октябрь»
- СПК «Советская Кубань»

## Адміністративно-територіальний поділ
| Назва МУ                             | Населення, осіб | Кількість НП | Адміністративний центр     |
| ------------------------------------ | --------------- | ------------ | -------------------------- |
| Бойкопонурське сільське поселення    | 4385            | 4            | Бойкопонура, хутір         |
| Гривенське сільське поселення        | 6941            | 3            | Гривенська, станиця        |
| Гришковське сільське поселення       | 1558            | 2            | Гришковське, село          |
| Джумайловське сільське поселення     | 2046            | 5            | Джумайловка, хутір         |
| Калінінське сільське поселення       | 13165           | 1            | Калінінська, станиця       |
| Куйбишевське сільське поселення      | 4983            | 9            | Гречана Балка, хутір       |
| Новониколаєвське сільське поселення  | 4074            | 2            | Новониколаєвська, станиця  |
| Старовеличковське сільське поселення | 13218           | 1            | Старовеличковська, станиця |

## Цікавинки
- Свято-Богоявленська церков — один з небагатьох зразків дерев'яного зодчества, що збереглися на Кубані.